# Anton Anton
Anton Anton (n. 22 decembrie 1949, Timișoara, România) este un inginer și om politic român. Membru al Partidului Național Liberal, a îndeplinit în toamna anului 2008 funcția de ministru al Educației, Cercetării și Tineretului în Guvernul României.

## Biografie
Anton Anton s-a născut la data de 22 decembrie 1949, în municipiul Timișoara, fiind fiul acad. prof. dr. Ioan Anton, viitor rector al Universității Tehnice din Timișoara. A urmat cursuri universitare la Institutul Politehnic "Traian Vuia" din Timișoara (1967-1972), obținând titlul de inginer, cu Diplomă de Merit, studii postuniversitare de "Informatică și matematică pentru cercetare" la Universitatea București (1973-1974), curs de specializare ca bursier Fullbright la Johns Hopkins University din Baltimore (1977) și apoi studii de doctorat la Institutul de Construcții din București (1977-1986), obținând titlul științific de doctor inginer.
După absolvirea facultății, ca urmare a rezultatelor excepționale avute, a fost selectat pentru a rămâne în învățământul superior la Catedra de Hidraulică și Protecția Mediului a Institutului de Construcții din București (astăzi Universitatea Tehnică de Construcții), având gradele didactice de asistent (septembrie 1972 - septembrie 1979), șef de lucrări (septembrie 1979 - noiembrie 1990), conferențiar (noiembrie 1990 - noiembrie 1995) și profesor universitar (din noiembrie 1995). A desfășurat activitate didactică și de cercetare și a fost șeful Laboratorului de Hidraulică (1972-2003). 
Profesorul Anton Anton este conducător de doctorat pe domeniile Ferrohidrodinamică, Hidraulica experimentală, Mașini hidraulice și Inginerie urbană, atestat în anul 2002, având în prezent 8 doctoranzi în stagiu. Este membru al asociațiilor profesionale: IUFA (International Urban Fellows Association) - 1977, ARA (Asociația Română a Apei) - 1996, EASA (European Academy of Sciences and Arts) - 2004 și ASTR (Academia de Științe Tehnice din România, membru corespondent din 2004 și membru plin din 2006). 
A avut funcții manageriale în domeniul învățământului tehnic fiind membru CNCSIS (Consiliul Național al Cercetării Științifice în Învățământul Superior) (1997-2005), membru a IUHER (Implementation Unit of Higher Education Reform) (1997-2000), președinte al Comisiei de științe inginerești din CNCSIS (1998-2005), președinte al IUFA (2002-2004), fiind și consultant al Companiilor de Apă din România în domeniul rețelelor de transport și al stațiilor de pompare, precum și consultant internațional pentru proiecte de infrastructură urbană.
Profesorul Anton este autor a 4 brevete de invenții. A publicat 7 cărți, dintre care una a fost premiată de Academia Română cu Premiul Anghel Saligny în 2002 (D.Cioc, A. Anton - Rețele hidraulice – calcul și optimizare (Ed. Orizonturi Universitare, Timișoara, 2001) și a fost editor împreună cu G. Tatu a seriei „Hidraulica ingineriei mediului”, formată din 10 volume publicate în Ed. Orizonturi Universitare în perioada 2001-2002. De asemenea, a publicat 80 articole în reviste naționale și internaționale, a prezentat peste 50 comunicări științifice și a avut peste 125 contracte de cercetare dintre care 80 în calitate de responsabil de lucrare. A fost director de proiect pentru trei granturi: Grant 65 CNFIS (1997–1998, 23.800 USD), Grant 65 CNFIS (1998–2001, 365.800 USD) și PHARE: RO-0007.02.02.01 2002 (2002–2003, 220.900 EUR).
Anton Anton vorbește fluent limba engleză, bine limba germană și înțelege limbile franceză și italiană. El este căsătorit.

## Activitate politică
Membru al PNL din anul 1995, profesorul Anton a fost numit în anul 2005 în funcția de Secretar de stat la Ministerul Educației și Cercetării. A fost numit apoi ca președinte al Autorității Naționale pentru Cercetare Științifică din cadrul MEdCT (2006-2008).
La data de 7 octombrie 2008, Anton Anton a fost propus pentru funcția de ministru al Educației, Cercetării și Tineretului, președintele Traian Băsescu semnând imediat decretul de numire a sa în funcție. Noul ministru a depus jurământul în fața președintelui a doua zi, șeful statului afirmând cu acest prilej următoarele: "Sunteți al patrulea ministru al Educației din actuala legislatură. Sper, și vorbesc la modul cel mai sincer, sper să fiți și ultimul" . 